# Antoni Jofre
Antoni Jofre (Arles, Vallespir 13 de juny de 1801 - 12 de juny de 1864) fou un sacerdot i poeta nord-català en català, precursor de la Renaixença al Rosselló.

## Biografia
Antoni Jofre era fill d'un apotecari a Arles, on va néixer en 1901. Va seguir els estudis de lletres i teologia a Carcassona. Va ingressar als llatzeristes i en 1830 fou ordenat sacerdot, alhora que era nomenat professor de teologia al Seminari de Carcassona. En 1833 fou destinat a Caors i en 1836 a Amiens. Però va emmalaltir i de deixar els llatzeristes per unir-se al clergat secular. Fou destinat a Fontpedrosa de 1838 a 1841, però també ha d'abandonar aquest lloc per motius de salut i torna amb la seva família a Arles. En 1851 fou destinat a Montalbà dels Banys, a prop d'Arles, la seva ciutat natal, on va morir el 12 de juny de 1864.

## Obres
Antoni Jofre va escriure nombroses obres en vers en català. La seva inspiració era el poeta del segle xvii Francesc Vicent Garcia, dit el Rector de Vallfogona. Segons Jean Capeille, la concisió i la ironia dels seus versos li venen de Juvenal, la seva obra capital ear Arles, vila fortunada, seguida de l'Epístola al Senyor Durand, diputat, i Les Bruixes de Carança és el seu principal poema.
Per Joan Amade, Les Bruixes de Carançà és molt a prop de ser considerada "l'obra principal de la poesia rossellonesa" si no hagués estat malmesa per "ficcions una estranyes i no cau en la sàtira poètica més vulgar". Precedeix i anuncia Frederic Mistral i Jacint Verdaguer. El seu treball, on abunden les descripcions més belles, "té color, moviment, poder i energia ardent que sobresurt a fer el desencadenament de les forces més grans de la natura".
Els seus poemes foren editats en una sola obra publicada en 1882 per Josep Bonafont lo Pastorellet de la Vall d'Arles, un altre sacerdot i poeta rossellonès.

## Edició d'obres
Jofre, Antoni. Obras de Antoni Jofre. Las Bruxas de Carança, l'Escupinyada de Satanas, la Dona forte, etc., visuradas, annotadas y aumentadas per lo pastorellet de la vall d'Arles,....  Perpinyà: impr. de C. Latrobe, 1882.
Aquesta obra conté
1. Les Bruixes de Carançá
2. L'Escupinyada de Satanàs
3. La Dona Forta
4. Epístola al meu amic Parrot, traginer
5. Epístola al Senyor Durand, diputat
6. Epístola a l'Elector Rossellonés
7. Arles, vila fortunada